# Eiði kraftverk
Eiði kraftverk (färöiska: Eiðisverkið) är Färöarnas största vattenkraftverk. Det ligger vid sjön Eiðisvatn på Eysturoy och invigdes den 28 april 1987. 
Kraftverket, som ägs och drivs av kraftbolaget SEV, har tre turbiner med en total effekt på  22,1 MW och en årsproduksjon på 55,3 GWh.
Eiðisvatn, som tidigare var Färöarnas fjärde största sjö, har dämts upp med två vallar på 22 respektive 13 meters höjd till ett vattenmagasin med en yta på 1,14 kvadratkilometer dit vatten leds i tunnlar från två intilliggande dalar.